# Городок (Краснодарский край)
Городо́к — хутор в Апшеронском районе Краснодарского края в Апшеронском районе Краснодарского края России. Входит в состав Куринского сельского поселения.

## Население
| 2002 | 2010 |
| ---- | ---- |
| 230  | ↗246 |

## Улицы
На хуторе имеются две улицы — Клубная и Шоссейная.